# Велика армія
Велика армія (або Велична армія фр. Grande Armée фр. вимова: [ɡʀɑ̃d aʀme]) — назва дієвої армії Першої французької імперії Наполеона Бонапарта котра брала участь у кампаніях з 1805 по 1815 роки.
Була остаточно сформована в 1805 році, у наслідок реформування Республіканської армії. Розпущена після повалення Наполеона.

## Передумови

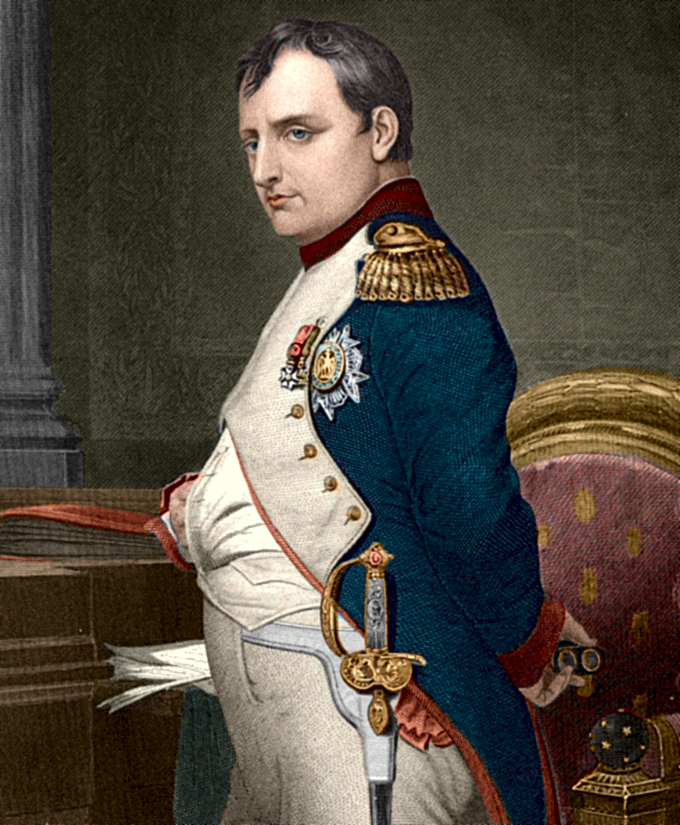
Головнокомандувач Наполеон Бонапарт

Після приходу Наполеона до одноосібної влади Люневільський мирний договір (1801) з австрійцями після нових перемог Республіки при Маренго і Гоген-Ліндені, та Ам'єнський мир (1802) з англійцями, стали лише коротким перепочинком в боротьбі Франції зі старою Європою. Військовий міністр Дюбуа-Кранс не зміг вичерпно відповісти на жодне запитання про стан армії:
| «Ви платите платню військам, ви можете, принаймні, надати відомості?» — дивувався Бонапарт. «Ми не платимо їм». — «Але ви ж годуєте армію, дайте тоді хоча б звіти з видачі продовольства!» — «Ми її не годуємо». — «Але ви одягаєте армію, то де звіт речової служби?». — «Ми не вдягаємо її». |
Тож Першому консулу довелося послати своїх офіцерів до усіх великих з'єднань, щоб отримати хоча б приблизну уяву про стан військ. Загальна картина була гнітючою. Керівний склад республіканської армії загалом позитивно зустрів переворот 11 листопада та узурпацію влади Бонапартом. Головним чином через попередній терор у лавах армії з боку ревкому якобістів.
Під керівництвом Наполеона держава поступово значно зміцніла, зокрема була налагоджена ефективна система комплектування військ (організація військової повинності), система, котра дала Франції потужну армію, від початку значно переважаючу за чисельністю та якістю сили її супротивників. Ця армія відрізнялася як від збройних сил монархічних держав Європи, у котрих діяв рекрутський набір з безправних верств населення, так і від армії Англії, котра складалася з найманців, набраних по портових шинках, кублах розпусти та тюрмах. Армія французької Імперії була народною армією.

| «Це був цвіт нації та найчистіша кров Франції» - згадував генерал Фуа[ru]. — «Нація стала армією, а армія — нацією» |

## Реформи

### Комплектація війська
Була вдосконалена організована за часів Республіки військова повинність (так звана система конскрипції) — 12 січня 1798 р. депутат у Раді п'ятисот, генерал Журдан запропонував проект закону про постійний військовий обов'язок. Пропозиція після доопрацювання в комісії була прийнята, і 5 вересня 1798-го новий закон був затверджений. Військовозобов'язаними були придатні до військової служби особи чоловічої статі від 20-ти до 25 років. Серед них здійснювався тираж номерів (фр. tirage ausort), тобто кожен витягав з урни квиток з номером з першого до цифри, що відповідала загальній кількості військовозобов'язаних даного призову. Той, хто отримував найменший номер мав найбільший шанс бути покликаним на службу. Хворі, одружені, вдівці та розлучені, що мали дітей, призову не підлягали. Актом від 26 квітня 1803 р. дозволялася система «заміщення» (фр. remplacement). Вона полягала у тому, що покликаний до війська новобранець мав право виставити замість себе іншого призовника у разі його на те згоди. Цією статтею, як правило, користувалися заможні родини, котрі замість своїх синів підкупляли менш заможних громадян призовного віку.
Термін служби встановлювався 5-річний, широко практикувалася служба надстроковиків — ветеранів. Досвідчені солдати отримували розряди, кожному розряду встановлювався певний оклад. З ветеранів комплектувалася гвардія.

### Офіцерський склад
Особливістю армії I-ї Імперії був зокрема фактор іншої системи керівного складу. 86,3 % офіцерів фактично не мали інших джерел існування, окрім служби та ренти Почесного Легіону — платні, також отримуваної за службу. Тож офіцерський корпус, на відміну від командних кадрів Старого Порядку, мусив повною мірою віддавати свої сили службі і тільки з нею пов'язувати свої надії на підвищення в суспільній ієрархії. 77 % з них отримали еполети пройшовши усі ступені військової ієрархії, починаючи від рядового. Після Маренго та укладення Ам'єнського миру при кожному роду військ засновуються комісії, призначені для перевірки та усунення офіцерів, котрі якісно не відповідають своєму рангу.
Було припинено гоніння офіцерів дворянського походження та створено чотири так званих «Іноземних полки» в котрих не діяли звичайні правила надання чинів, встановлені для інших військових формацій — Імператор сміливо давав досить високі посади офіцерам котрі повернулися з вимушеної еміграції, включно тих, котрі служили свого часу проти республіканської Франції.
Наказом від 24 вересня 1803 р. були поновлені назви «полк» (фр. régiment) замість «напівбригади» (фр. demi-brigade) і «полковник» замість «командир бригади» (фр. chef de brigade).

### Піхота

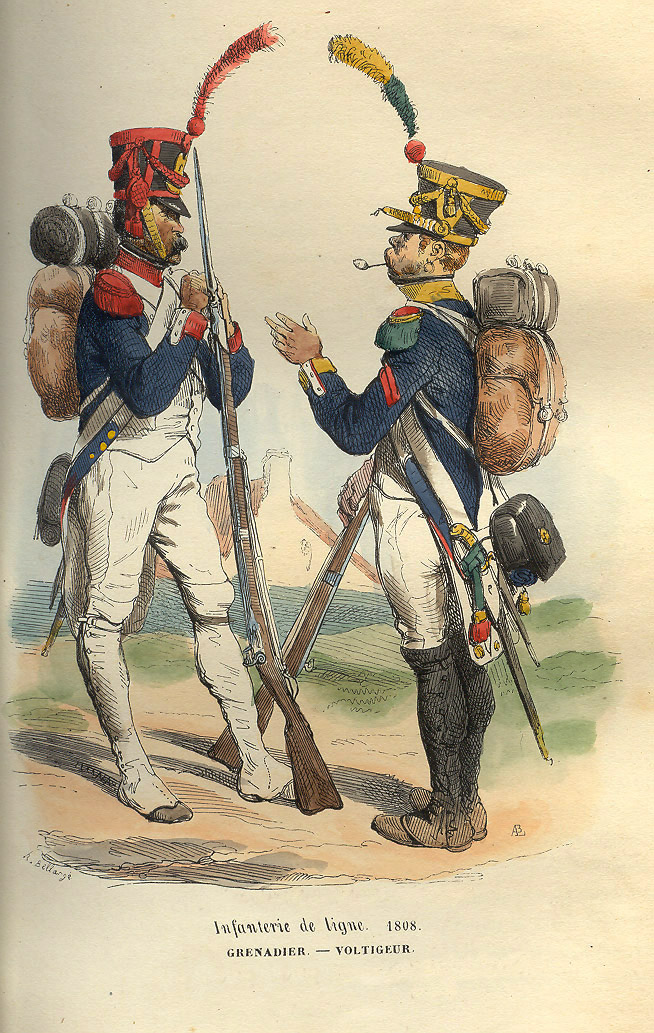
Гренадер (зліва) та вольтижер (праворуч).

Піхотні полки після реформи повинні були нараховувати по 4 батальйони, з котрих три перебували в дієвій армії, а четвертий залишався в депо.
Наказом від 12 березня 1804 р. в батальйонах легкої піхоти були створені роти так званих «вольтижерів». Незабаром імператорським декретом від 19 вересня 1805 р. подібні роти були організовані й в частинах лінійної піхоти. Це рішення було зумовлено головним чином через те що функції та стиль ведення бою лінійної та «легкої» піхоти на початок XIX ст все більше уніфікувалися. Потрібні були застрільники нового типу, функції котрих полягали виключно у снайперській влучності та здатності вести бойові дії самостійно, в авангарді бойових дій. Вольтижери на відміну від гренадерів, котрих вважали елітою лінійної піхоти та набирали виключно з вояків високого зросту, обиралися серед міцних низькорослих піхотинців котрі володіли навичками влучної стрільби. Застрільницька рота складалася з 123 чоловік.
Відтепер кожен батальйон мав елітну роту високого зросту (гренадерів або карабінерів), 7 лінійних рот та одну елітну роту снайперів низького зросту (вольтижерів).
Декретом від 18 лютого 1808 р. структура піхотних частин була змінена. Наразі лінійна і легка піхота були зорганізовані абсолютно однаково. Полки з цієї миті складалися з 5-ти батальйонів: чотири дієвої армії, п'ятий в депо. У 1811 р. склад піхотного полку був збільшений ще на один діючий батальйон.

### Кавалерія

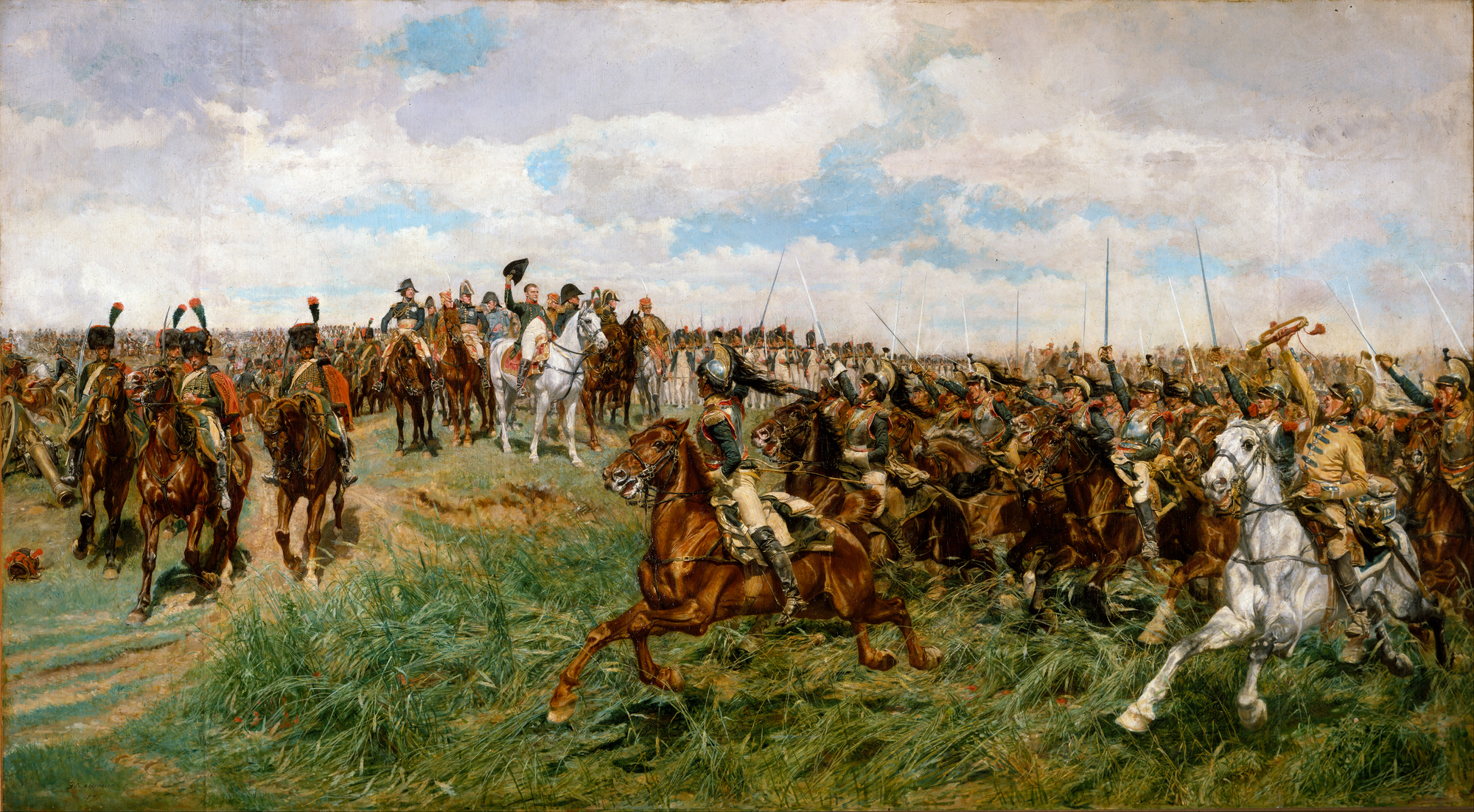
Епізод Битви під Фрідландом.

У попередній Республіканській армії кавалерія відігравала другорядну роль. В знаменитих перемогах французької армії того часу основні здобутки належали пішим частинам. Відродження кінноти почалося в Італійській армії Бонапарта. Саме з її рядів вийшли незабаром знамениті командувачі кавалерії Мюрат, Лассаль, Бесс'єр та інші. Коли Бонапарт став Першим консулом то одним з найважливіших завдань у справі реорганізації армії для нього постало наведення ладу в кавалерійських частинах. У 1799 р. їх загальна чисельність нараховувала 83 полки. Їхній стан був жалюгідний — не вистачало коней, зброї та амуніції.
Згідно з консульським декретом від 24 вересня 1803 року кавалерію було реформовано, відтепер кіннота була зведена в 78 полків :
| Формація      | Примітки | Чисельність (1799) | Чисельність (1803) |
| ------------- | --- | ------------------ | ------------------ |
| Карабінери    | — | 2                  | 2                  |
| Важка кіннота | З 1 по 12-й стали кірасирськими. Решту або переформували в драгунські полки (з 13 по 18-й), або взагалі розформували (з 19 по 25).          | 25                 | 12                 |
| Драгуни       | — | 20                 | 30                 |
| Кінні єгері   | Додатковий кінно-єгерський полк був сформований у травні 1802 р. з п'ємонтських гусар                                                       | 23                 | 24                 |
| Гусари        | 11-й та 12-й гусарські, а також полк з номером 7-bis (що існував паралельно з 7-м протягом революційних воєн) були переведені в драгунські. | 13                 | 10                 |
| Загальна      | — | 83                 | 78                 |

Згідно зі стратегічною концепцією Наполеона кірасири, зведені в дивізії, були ударною силою в генеральних баталіях; гусари та кінні єгері — аванпост, розвідка армії; драгуни великими масами мали діяти попереду піхотних дивізій, при необхідності спішуючись та утримуючи важливі позиції до підходу основних сил.
Кінні полки ділилися на кілька ескадронів, а ескадрон на дві роти. Рота повного складу налічувала 86—116 вершників в залежності від роду кавалерії.
Наказом від 10 жовтня 1801 р. у всіх кавалерійських полках були введені елітні роти. Відтепер 1-ша рота кожного полку мала бути сформована з найкращих кавалеристів та носити спеціальні відзнаки (в більшості випадків це були червоні еполети та хутряні шапки (фр. colback) з червоним султаном). Виключення становили карабінери і кірасири котрі де-факто були елітою кінноти (всі рядові цих полків носили червоні еполети).
Декретом від 18 липня 1811 року у наслідок успіху, котрий мала кавалерія, озброєна піками, в попередніх кампаніях, Імператор розпорядився створити полки французької кінної пікінерії, за зразком польських уланів. Шість перших полків були організовані за рахунок переозброєння частини драгунських полків. Ще два з уланів легіону Вісла та один німецький.
З часом, до 1812 року включно, чисельність кавалерії Великої армії поступово зростала за рахунок створення нових полків набраних на нових територіях, як то бельгійський полк шеволежерів (фр. Chevau-léger) з вересня 1806 р., польських шеволежерів з березня 1807 р. (згодом реорганізовані в уланські полки легіону Вісла), з 1810 року голландські 14-й кірасирський та 11-й гусарський полки тощо.
|  |  |  |  |

### Артилерія
Ще до Революції артилерія Франції вважалася найкращою в Європі, як у відношенні матеріальної частини, блискуче організованої Грибовалем, так і за складом. Однією з перших реформ став указ 3 січня 1800 року — реорганізація артилерійського обозу у військові формування, адже до встановлення консульства Бонапарта транспортування гармат та боєприпасів забезпечували приватні компанії, котрі занадто зловживали на держзамовленнях.
На момент приходу до влади Бонапарта французькі війська мали в своєму розпорядженні 8 полків (20-ротного складу) пішої та 8-м (6-ротного складу) кінної артилерії. Незабаром було скорочено ряд офіцерів (за невідповідністю) та як наслідок розформовано 7-й і 8-й кінно-артилерійські полки. У квітні 1803 року полки пішої артилерії були збільшені на дві додаткових роти, у травні 1809 року додано ще одну, в січні 1813 р. додатково ще 4 роти, а в серпні того ж року ще дві. 1-й, 2-й і 3-й кінно-артилерійські полки отримали в серпні 1813 року по сьомій роті. Станом на 4 серпня 1805 року загальна чисельність польової артилерії становила :
| Формація    | Полки | Роти | Стволів | Особовий склад |
| ----------- | ----- | ---- | ------- | -------------- |
| Піша        | 8     | 176  | 1108    | 14 723         |
| Кінна       | 6     | 37   | 222     | 7 270          |
| Гвардійська | —     | 2    | 12      | 57             |

Якщо 1805 року в артилерії було задіяно близько 40 тис. осіб; обозні, майстрові, каноніри берегової охорони тощо, то в 1813 р. кількість особового складу досягла вже близько 100 тисяч. Імператор мав в розпорядженні найпотужнішу і найчисельнішу у Європі артилерію.

## Проголошення «Великої Армії»
За правління Наполеона була значно покращена й допрацьована недосконала система дивізійних угрупувань, котра за Республіки мала багато недоліків. Повною мірою концепція організації збройних сил на театрі військових дій проявилася в 1805 р. при створенні Великої Армії. Назва «Велика Армія» вперше з'явилася в наказі від 29 серпня 1805 року. Цим ім'ям було названо з'єднання котрі вирушили до Німеччини під особистим командуванням Імператора. Наказом того ж дня фіксувалася й організація цієї маси військ.

### Структура
На початку Велика Армія налічувала у своїх лавах 176 тис. осіб та була поділена на 8 великих груп військ, названих армійськими корпусами: 7 корпусів проіснували протягом всієї кампанії, а один, під командуванням маршала Мортьє, тимчасовий. Кожним корпусом командував маршал Імперії, виняток становив 2-й корпус Мармона (він отримав звання маршала лише в 1809 році). Окрім цих корпусів, існувало також велике з'єднання добірних частин — Імператорська Гвардія, в котрій, як і в інших корпусах, були всі три роди військ. Нарешті, Імператор мав у своєму розпорядженні значні маси кінноти та артилерії, котрі не входили до жодного з корпусів, кавалерію резерву та головний артилерійський парк. Станом на листопад 1805 року:
| Формація              | Командувач | Чисельність (тисяч) |
| 1-й корпус            | Бернадот   | 23,5                |
| 2-й корпус            | Мармон     | 14,6                |
| 3-й корпус            | Даву       | 27                  |
| 4-й корпус            | Сульт      | 30,7                |
| 5-й корпус            | Лан        | 18                  |
| 6-й корпус            | Ней        | 16,8                |
| 7-й корпус            | Ожеро      | 13,7                |
| 8-й корпус            | Мортьє     | 18,8                |
| Резерв                | Мюрат      | 20,8                |
| Імператорська Гвардія | Бесс'єр    | 7                   |
| Артилерійський парк   | —          | 3,9                 |

## Нагороди та відзнаки

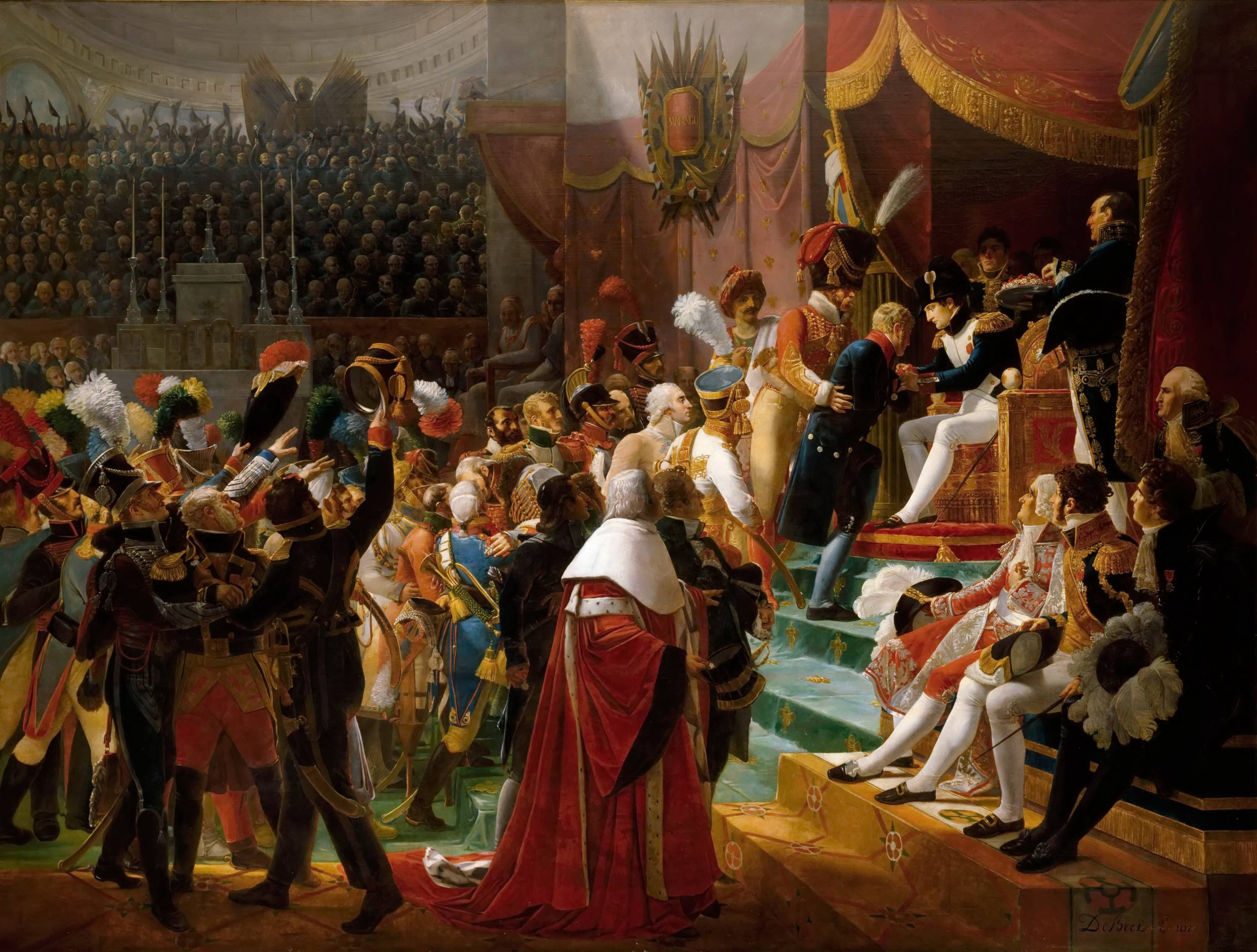
Перше вручення Ордену Почесного Легіону 15 липня 1804 року.

На відміну від Конвенту, котрий на ниві відзнак обмежився декретом від 27 серпня 1793, що встановлював — «військовослужбовці винагороджуються виключно підвищенням у чині», Наполеон надавав системі заохочень значно більшу увагу. Ще будучи молодим командуючим Італійською армією, генерал Бонапарт, наказав виготовити 90 гренадерських напівшабель та кавалерійських шабель, інкрустованих золотом роботи найкращих майстрів Італії. Нагородний характер цієї зброї підкреслювався гравіруванням:
Італійська армія. (N) Дивізія, (N) напівбригади. Надана від імені Виконавчої Директорії Французької Республіки генералом Бонапартом громадянину (ім'я) у рік Республіки (дата)". На іншому боці клинку був напис: «Свобода. Франція. Республіка. Рівність».
Та вказувався конкретний подвиг, відзначений цією нагородою.

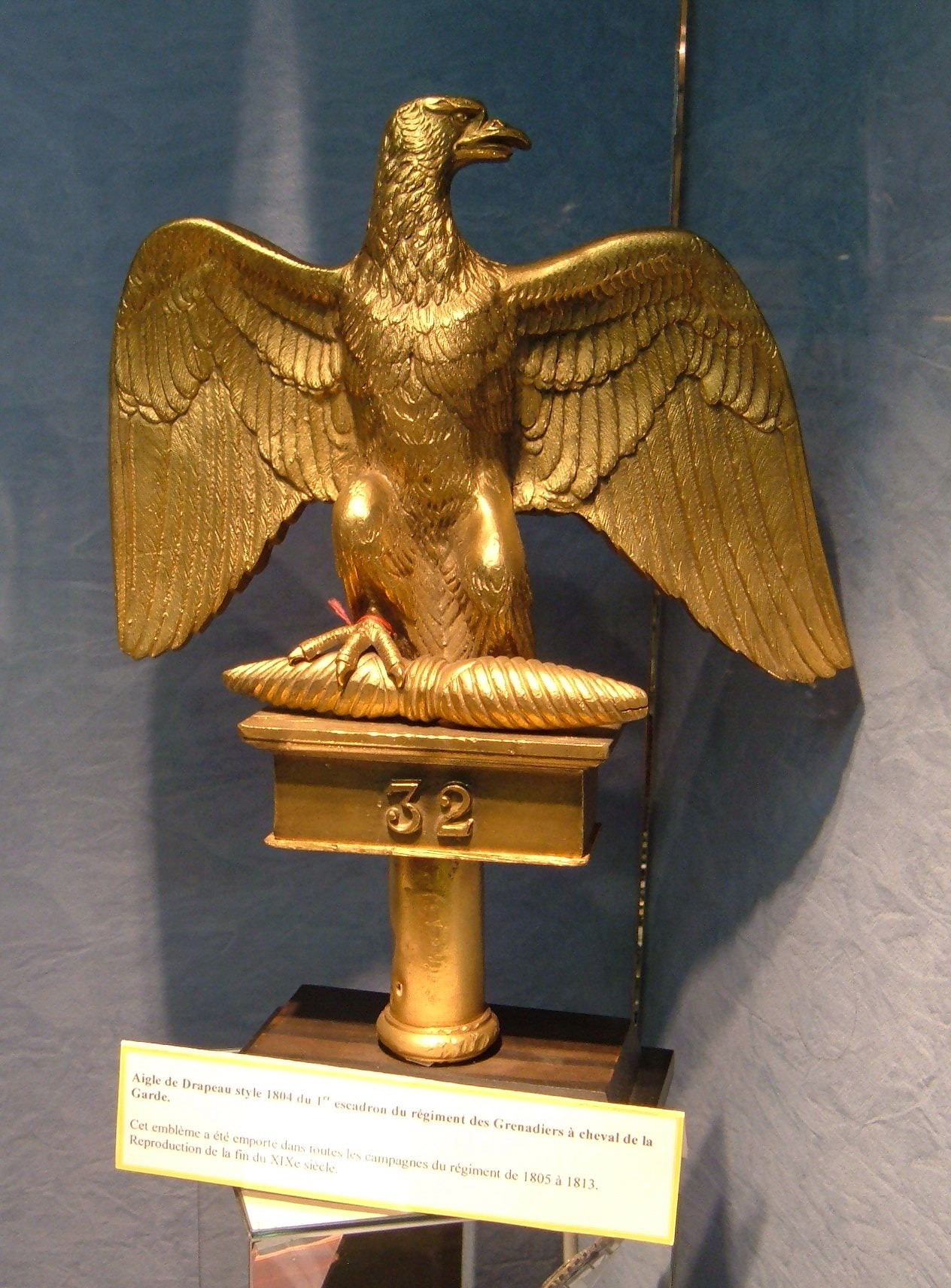
«Орел» Імператорської гвардії.

25 грудня 1799 року вийшов указ Консулів за підписом Бонапарта, котрий встановлював як бойову нагороду Республіки почесну зброю (фр. Armes d'honneur):
- Гренадерам та фузилерам — почесні рушниці зі срібною обробкою;
- Барабанщикам — почесні барабанні палички з срібною обробкою;
- Кавалеристам — почесні мушкетони або карабіни з срібною обробкою;
- Гармаші та сапери — позолочене зображення гренади;
- Трубачам — почесні срібні труби.

На зброї та в доданому дипломі містився опис подвигу, яким відзначився нагороджений. Найвищим ступенем нагородної зброї була «Почесна шабля», котру вручали солдатам і офіцерам «за виняткову хоробрість». Почесна зброя мала характер не лише моральної винагороди. Її власник отримував підвищену платню (особи, нагороджені Почесними шаблями — подвійну). Згодом також була заснована «Почесна абордажна сокира» як відзнака для моряків. Спеціальним указом від 15 серпня 1800 року було постановлено увічнити імена військовослужбовців, котрі отримали Почесну зброю, на мармурових плитах у храмі Марсу (собор Дому інвалідів) в Парижі.
|  |  |  |  |

19 травня 1802 року було засновано Почесний легіон. Згодом Імператорським декретом від 11 липня 1804 року «Про відзнаки членів Почесного Легіону» було встановлено Орден Почесного легіону. У 1805 році, після проголошення Наполеона королем Італії, декретом від 6 червня того ж року в королівстві засновується Орден Залізної корони (фр. Ordre de la Couronne de fer). 1807-го Луї Бонапарт, король Голландії, заснував «Королівський орден Голландії». Однак e 1810 р. Королівство було приєднано до Французької Імперії і назва нагороди втратила свій сенс. Проте сама відзнака не зникла. 18 жовтня 1811 року Наполеон відродив нагороду, назвавши її «Орден Возз'єднання».
Як нагороду військової частини в роки Імперії починають використовувати прапори. Після переможного завершення кампанії 1805 р. та перемоги під Аустерліцом влада Парижа, прагнучи увічнити цей тріумф, вирішила прикрасити Орлів полків, котрі брали участь у баталії, золотими вінками. Згідно з 8-ю статтею декрету від 25 грудня 1811 р. «Про орли, прапори і штандарти» на полотнищах мали бути розміщені назви битв, в котрих брав участь полк.